# Helene J. Kantor
Helene J. Kantor (* 15. Juli 1919 in Chicago; † 13. Januar 1993 ebenda) war eine US-amerikanische Vorderasiatische Archäologin.
Kantor wuchs in Bloomington (Indiana) auf, wo ihr Vater, der Psychologe Jacob Robert Kantor, an der Universität lehrte. Nach dem Besuch des College und einem B.A. in Biologie studierte sie seit 1938 Vorderasiatische Archäologie am Oriental Institute der University of Chicago bei Henri Frankfort und wurde 1945 promoviert. Am Oriental Institute verbrachte sie auch ihre gesamte berufliche Laufbahn: Ab 1945 war sie Research Assistant, ab 1951 Assistant Professor und von 1963 bis zur Emeritierung 1989 Professor.
Sie führte Ausgrabungen in Nahal Tabur, Beth Yereh und Nahariya in Israel sowie in Tschogha Misch, Chogha Bonut und Bonch Fazili im Iran durch. Ihr Spezialgebiet war insbesondere die Keramik des Vorderen Orients.